# Bart Bramley
Bart Bramley (ur.  1948 – Poughkeepsie) – amerykański brydżysta, World International Master oraz Senior Life Master (WBF).

## Wyniki brydżowe

### Zawody światowe
W światowych zawodach zdobył następujące lokaty:
| Mistrzostwa Świata. Konkurencja teamów | Mistrzostwa Świata. Konkurencja teamów | Mistrzostwa Świata. Konkurencja teamów  | Mistrzostwa Świata. Konkurencja teamów | Mistrzostwa Świata. Konkurencja teamów | Mistrzostwa Świata. Konkurencja teamów |
| Rok                                    | Miejsce                                | Zawody                                  | Kategoria                              | Drużyna                                | Pozycja                                |
| -------------------------------------- | -------------------------------------- | --------------------------------------- | -------------------------------------- | -------------------------------------- | -------------------------------------- |
| 2014                                   | Sanya                                  | 14. Seria Mistrzostw Świata             | Seniorzy                               | Lynch                                  | 5                                      |
| 2010                                   | Filadelfia                             | 13. Seria Mistrzostw Świata             | Open                                   | Bramley                                | 33                                     |
| 2007                                   | Szanghaj                               | 38. Mistrzostwa Świata Teamów           | Open                                   | USA 2                                  | 1                                      |
| 2006                                   | Werona                                 | 12. Mistrzostwa Świata                  | Open                                   | Spector                                | 97                                     |
| 2005                                   | Estoril                                | 37. Mistrzostwa Świata Teamów           | Trans                                  | Spector                                | 2                                      |
| 2002                                   | Montreal                               | 11. Mistrzostwa Świata                  | Open                                   | Woolsey                                | 33                                     |
| 1998                                   | Lille                                  | 10. Mistrzostwa Świata                  | Open                                   | Bramley                                | 3                                      |
| 1996                                   | Rodos                                  | 1. Mistrzostwa Świata Teamów Mikstowych | Miksty                                 | Stansby                                | 17                                     |
| 1991                                   | Jokohama                               | 30. Mistrzostwa Świata Teamów           | Open                                   | USA 2                                  | 5                                      |
| 1990                                   | Genewa                                 | 8. Mistrzostwa Świata                   | Open                                   | Weichsel                               | 9                                      |
| 1986                                   | Miami Beach                            | 7. Mistrzostwa Świata                   | Open                                   | Bramley                                | 11                                     |

| Mistrzostwa Świata. Konkurencja par | Mistrzostwa Świata. Konkurencja par | Mistrzostwa Świata. Konkurencja par | Mistrzostwa Świata. Konkurencja par | Mistrzostwa Świata. Konkurencja par | Mistrzostwa Świata. Konkurencja par |
| Rok                                 | Miejsce                             | Zawody                              | Kategoria                           | Partner                             | Pozycja                             |
| ----------------------------------- | ----------------------------------- | ----------------------------------- | ----------------------------------- | ----------------------------------- | ----------------------------------- |
| 2014                                | Sanya                               | 14. Seria Mistrzostw Świata         | Open                                | Lew Stansby                         | 18                                  |
| 2010                                | Filadelfia                          | 13. Mistrzostwa Świata              | Open                                | Nikolay Demitrev                    | 37                                  |
| 2010                                | Filadelfia                          | 13. Mistrzostwa Świata              | Miksty                              | Judy Bramley                        | 62                                  |
| 2006                                | Werona                              | 12. Mistrzostwa Świata              | Open                                | Chris Compton                       | 151                                 |
| 2002                                | Montreal                            | 11. Mistrzostwa Świata              | Miksty                              | Judy Bramley                        | 23                                  |
| 2002                                | Montreal                            | 11. Mistrzostwa Świata              | Open                                | Howard Weinstein                    | 57                                  |
| 1998                                | Lille                               | 10. Mistrzostwa Świata              | Open                                | Sidney Lazard                       | 54                                  |
| 1998                                | Lille                               | 10. Mistrzostwa Świata              | Miksty                              | Judy Bramley                        | 76                                  |
| 1986                                | Miami Beach                         | 7. Mistrzostwa Świata               | Open                                | Lou Bluhm                           | 20                                  |

## Klasyfikacja
- Bart Bramley – klasyfikacja WBF (ang.)